# مایکل یاکوبسون
مایکل یاکوبسون (انگلیسی: Michael Jakobsen؛ زادهٔ ۲ ژانویهٔ ۱۹۸۶) بازیکن فوتبال اهل دانمارک است.
از باشگاه‌هایی که در آن بازی کرده‌است می‌توان به باشگاه فوتبال اوبی، باشگاه فوتبال پی‌اس‌وی آیندهوون، باشگاه فوتبال اسبیرگ، باشگاه فوتبال آلمریا، باشگاه فوتبال کپنهاگن، باشگاه فوتبال لیلستروم، و باشگاه فوتبال نورشلان اشاره کرد.
وی همچنین در تیم‌های ملی فوتبال زیر ۲۱ سال دانمارک و دانمارک بازی کرده‌است.